# Уди Адам
Уди Адам (иврит: אהוד („אודי“) אדם) е израелски генерал (Алуф), командващ северната военна зона на Израел.

## Биография
Роден е на 22 февруари 1958 г. в Тел Авив в семейство на планински евреи. Баща му е генерал Йекутиел Адам, бивш заместник-началник на щаба на Израелските отбранителни сили (IDF), който е убит по време на войната в Ливан на 10 юни 1982 г. Адам завършва еврейската гимназия в Тел Авив и е призован в IDF през 1976 г. 
Адам започва военната си служба в Израелския бронетанков корпус. Преди да стане генерал, отговарящ за Северното командване през 2005 г., той е бил директор на Израелската дирекция за технологии и логистика. Като ръководител на Северното командване, Адам ръководи и координира израелските сили срещу Хизбула по време на конфликта между Израел и Ливан през 2006 г. На 8 август 2006 г. заместник-началникът на щаба на IDF Моше Каплински беше изненадващо назначен в Северното командване като специален представител на началника на щаба в отговор на критиките от страна на правителството относно управлението на конфликта от командването. 
Адам обявява оставката си на 13 септември на фона на продължаващите критики.
Адам има бакалавърска степен по психология и социология от университета Бар-Илан и магистър по стратегически изследвания от колежа École Militaire в Париж. Живее в Явне, женен е с три деца.
Адам е бил генерален директор на израелското министерство на отбраната между май 2016 г. и май 2020 г. 